# Eileen Collins

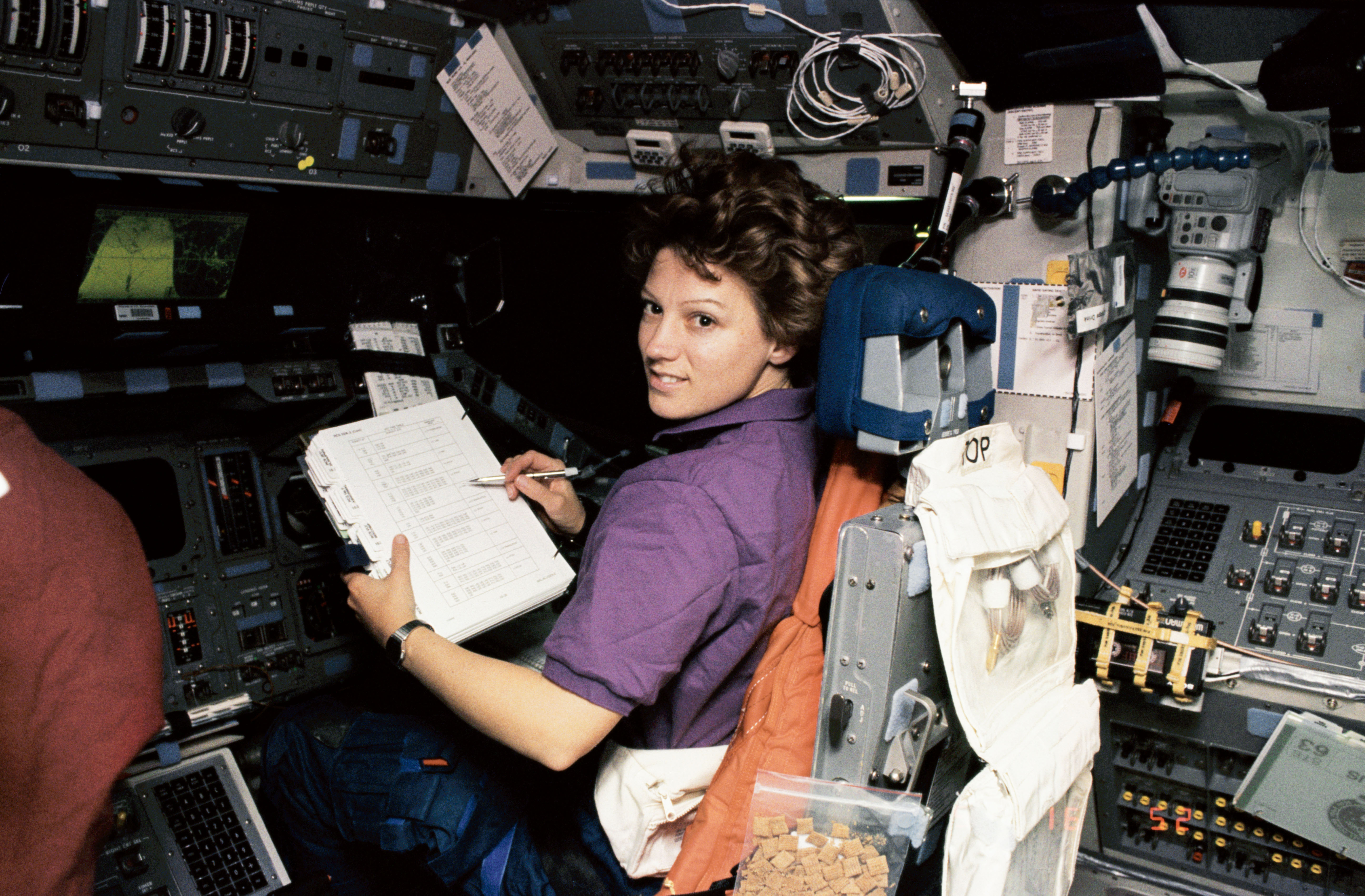
Eileen Collins w kabinie wahadłowca Discovery w pierwszym dniu misji STS-63

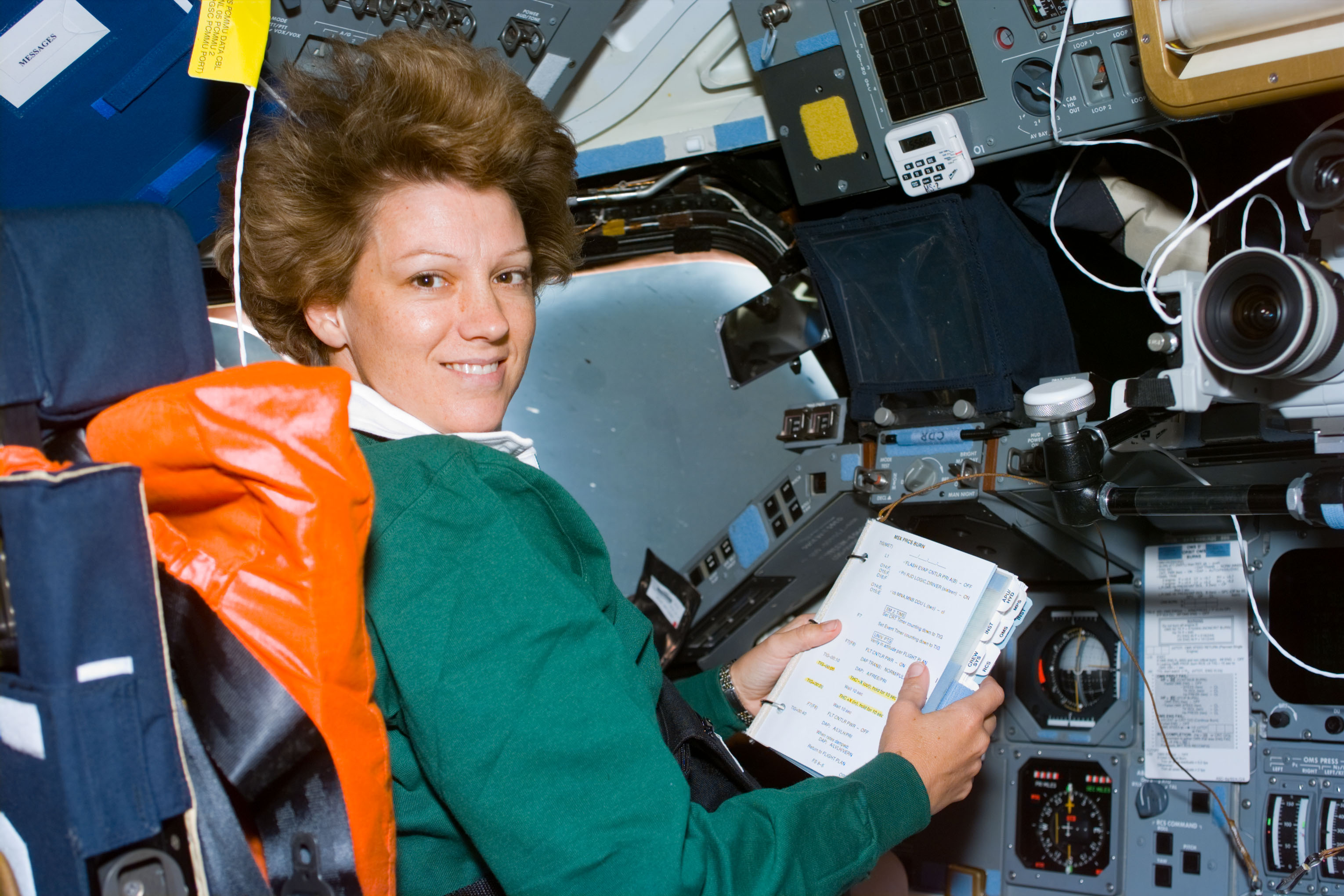
Astronautka Eileen M. Collins przegląda listę kontrolną procedur w pierwszym dniu lotu

Eileen Marie Collins (ur. 19 listopada 1956 w Elmirze w stanie Nowy Jork) – amerykańska astronautka, pilot wojskowy, pułkownik United States Air Force. Była pierwszą kobietą-pilotem i pierwszą kobietą-dowódcą promu kosmicznego.

## Życiorys
Od dzieciństwa interesowała się lotami kosmicznymi i chciała zostać pilotem. Należała do dziewczęcej organizacji skautowej (Girl Scout). W 1974 ukończyła szkołę średnią – Elmira Free Academy, a dwa lata później Corning Community College. W 1978 otrzymała licencjat na Syracuse University. Następnie uzyskała dwa tytuły magisterskie (MS i MA) – w 1986 na Uniwersytecie Stanforda w dziedzinie badań operacyjnych oraz w 1989 na Uniwersytecie Webstera w dziedzinie zarządzania systemami kosmicznymi.

### Kariera wojskowa
W 1979 ukończyła szkolenie na pilota wojskowego w bazie Vance w Oklahomie. Do 1982 pracowała tam jako instruktor lotów na samolotach T-38. W latach 1983–1985 była dowódcą samolotu transportowego C-141 oraz pilotem szkoleniowym w bazie Travis w Kalifornii. Przez kolejny rok studiowała w Air Force Institute of Technology, zaś w latach 1986–1989 pracowała w United States Air Force Academy w Kolorado jako asystent profesora matematyki oraz pilot szkoleniowy na samolotach T-41. W trakcie studiów w Air Force Test Pilot School w bazie Edwards w Kalifornii (ukończyła je w 1990) została wybrana do szkolenia na astronautę.
Wylatała ponad 6751 godzin na ponad 30 typach maszyn. Opuściła United States Air Force w styczniu 2005.

### Praca w NASA i kariera astronauty
W styczniu 1990 została zakwalifikowana do 13. grupy astronautów NASA (NASA-13). Szkolenie na astronautę ukończyła w lipcu 1991.
Po raz pierwszy pilotowała prom kosmiczny w 1995 podczas misji STS-63, w ramach której nastąpiło połączenie wahadłowca Discovery z rosyjską stacją kosmiczną Mir (program Shuttle-Mir). W uznaniu jej osiągnięć jako pierwszej kobiety-pilota promu kosmicznego uhonorowano ją nagrodą Harmon Trophy. Pilotowała również prom podczas misji STS-84 w 1997.
Była dowódcą misji STS-93, podczas której w lipcu 1999 umieszczono na orbicie okołoziemskiej teleskop kosmiczny Chandra. Była to przedostatnia zakończona sukcesem misja promu Columbia (ostatnia udana wyprawa Columbii odbyła się w marcu 2002).
Dowodziła również misją STS-114, pierwszym lotem wahadłowca od katastrofy Columbii w 2003. Realizujący ją prom Discovery wystartował 26 lipca 2005, misja została pomyślnie zakończona 9 sierpnia 2005.
Eileen Collins opuściła NASA w maju 2006.

### Rodzina
Jej rodzicami byli James i Rose Marie Collinsowie, którzy wyemigrowali do Stanów Zjednoczonych z Irlandii. Oprócz Eileen mieli jeszcze troje dzieci. James Collins pracował zawodowo jako geodeta oraz urzędnik pocztowy.
W 1988 wyszła za pilota Pata Youngsa, z którym ma dwoje dzieci – Bridget i Luke’a.

## Pamięć
Główna ulica wiodąca do międzynarodowego portu lotniczego Hancock w Syracuse została nazwana imieniem Eileen Collins.
Stowarzyszenie Uczestników Lotów Kosmicznych (Association of Space Explorers) przyznało jej Universal Astronaut Insignia za lot orbitalny (nr 321).

## Wykaz lotów
| Loty kosmiczne, w których uczestniczyła Eileen Collins                | Loty kosmiczne, w których uczestniczyła Eileen Collins | Loty kosmiczne, w których uczestniczyła Eileen Collins | Loty kosmiczne, w których uczestniczyła Eileen Collins | Loty kosmiczne, w których uczestniczyła Eileen Collins | Loty kosmiczne, w których uczestniczyła Eileen Collins | Loty kosmiczne, w których uczestniczyła Eileen Collins |
| Nr                                                                    | Data startu                                            | Data lądowania                                         | Statek kosmiczny                                       | Funkcja                                                | Czas trwania                                           |                                                        |
| --------------------------------------------------------------------- | ------------------------------------------------------ | ------------------------------------------------------ | ------------------------------------------------------ | ------------------------------------------------------ | ------------------------------------------------------ | ------------------------------------------------------ |
| 1                                                                     | 3 lutego 1995                                          | 11 lutego 1995                                         | STS-63 Discovery F-20                                  | pilot                                                  | 8 dni 6 godzin 28 minut i 15 sekund                    |                                                        |
| 2                                                                     | 15 maja 1997                                           | 24 maja 1997                                           | STS-84 Atlantis F-19                                   | pilot                                                  | 9 dni 5 godzin 19 minut i 55 sekund                    |                                                        |
| 3                                                                     | 23 lipca 1999                                          | 28 lipca 1999                                          | STS-93 Columbia F-26                                   | dowódca                                                | 4 dni 22 godzin 49 minut i 34 sekundy                  |                                                        |
| 4                                                                     | 26 lipca 2005                                          | 9 sierpnia 2005                                        | STS-114 Discovery F-31                                 | dowódca                                                | 13 dni 21 godzin 32 minuty i 22 sekundy                |                                                        |
| Łączny czas spędzony w kosmosie — 36 dni 8 godzin 10 minut i 6 sekund |                                                        |                                                        |                                                        |                                                        |                                                        |                                                        |